# Roots to Branches
| Críticas profissionais | Críticas profissionais |
| Avaliações da crítica  | Avaliações da crítica  |
| Fonte                  | Avaliação              |
| ---------------------- | ---------------------- |
| Allmusic               | 2.5 de 5 estrelas.     |

Roots to Branches é o vigésimo álbum de estúdio da banda britânica Jethro Tull. Celebrado como um retorno à velha forma, traz características dos álbuns clássicos de rock progressivo e folk rock do Tull dos anos 70, juntamente com influências árabes e orientais.

## Faixas
1. "Roots To Branches" - 5:11
2. "Rare And Precious Chain" - 3:35
3. "Out Of The Noise" - 3:25
4. "This Free Will" - 4:05
5. "Valley" - 6:07
6. "Dangerous Veils" - 5:35
7. "Beside Myself" - 5:50
8. "Wounded, Old And Treacherous" - 7:50
9. "At Last, Forever" - 7:55
10. "Stuck In The August Rain" - 4:06
11. "Another Harry's Bar" - 6:21

## Músicos

### Integrantes da banda
- Ian Anderson – vocais, flauta, violão
- Martin Barre – guitarra
- Doane Perry – bateria
- Andrew Giddings – teclado
- Dave Pegg – baixo (faixas 3, 5, 11)

### Músicos convidados
- Steve Bailey – baixo (faixas 1, 6, 7, 8, 9, 10)

## Detalhes de lançamento
- 1995, Reino Unido, Chrysalis 8-35418-4, 31 de agosto de 1995, Cassete
- 1995, Reino Unido, Chrysalis CDCHR 6109, 4 de setembro de 1995, CD
- 1995, Reino Unido, Chrysalis CHR 6109, 4 de setembro de 1995, LP
- 1995, Reino Unido, Chrysalis TCCHR 6109, 1995, Cassete
- 1995, Reino Unido, Chrysalis 8-35418-2, 1995, CD
- 1995, EUA, Chrysalis F2 35418, 12 de setembro de 1995, CD
- 1995, EUA, Chrysalis CHR 6109, 12 de setembro de 1995, LP
- 1995, Austrália, Chrysalis CDCHR 6109, 27 de outubro de 1995, CD